# Boekt (Heusden-Zolder)
Boekt is een dorp in de gemeente Heusden-Zolder in de Belgische provincie Limburg. Boekt ligt direct ten noorden van de E314 en ten westen van de N72. Doordat het zo dicht bij een autosnelweg gelegen is, wonen er veel pendelaars. Boekt telde in 2008 ruim 3000 inwoners

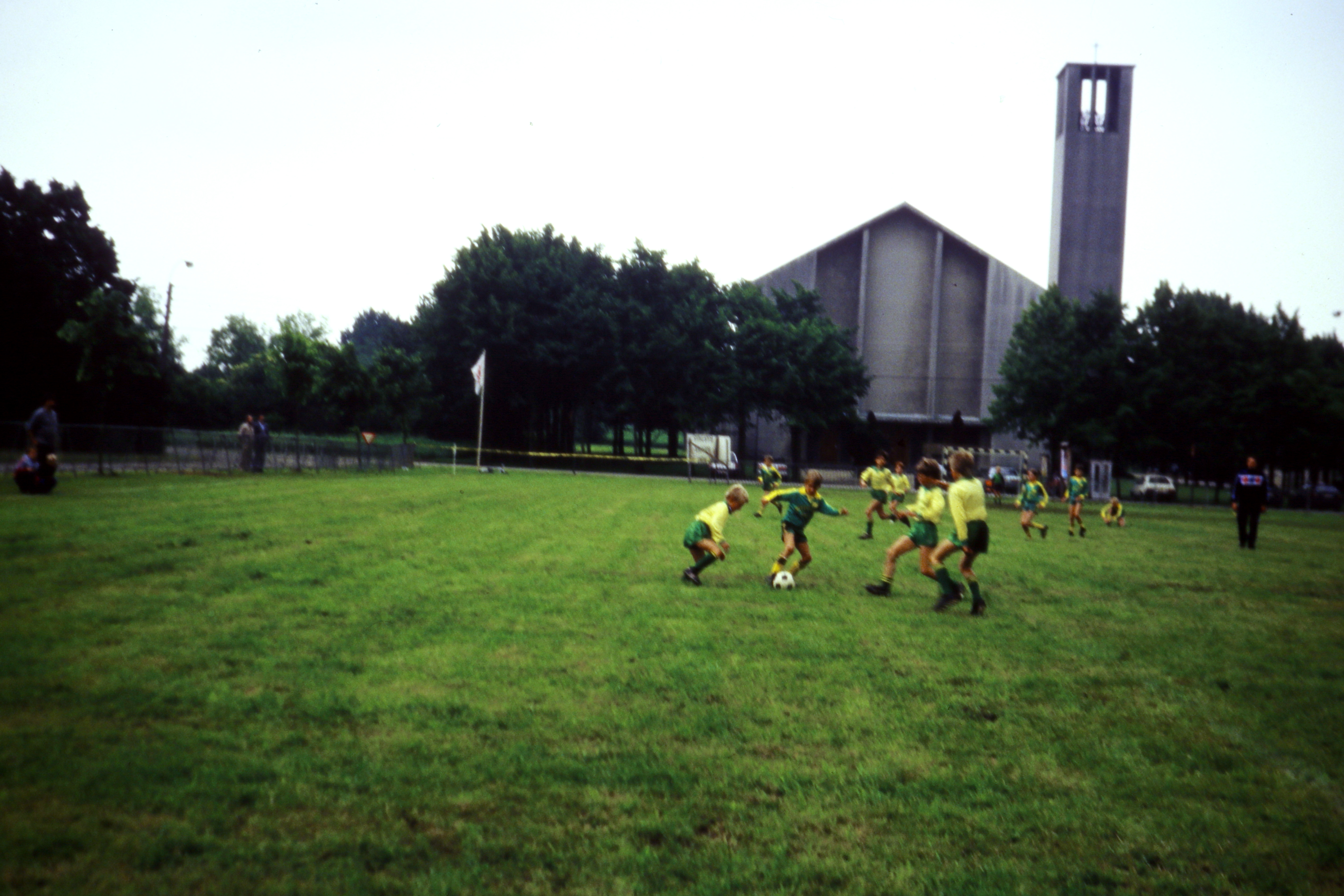
Dorpsspelen in 1981 op het veld tegenover de Heilig-Hartkerk in Boekt

## Geschiedenis
Kasteel Meylandt, dat aan de grens van het huidige Boekt en Heusden ligt, was oorspronkelijk een groot landhuis en werd voor het eerst vermeld in 1385. Het heette toen het Hof van Boeckt, ook als “Boucht, Boecte of Bockte” geschreven. Hoogstwaarschijnlijk is de naam van het huidige dorp Boekt daar ontstaan. 
Boekt begon pas te bloeien na het aanleggen van de E314 in de jaren zeventig van de 20e eeuw en heeft dus nog een heel jonge geschiedenis.
In de jaren 1985-2018 werd er een dorpskrant uitgegeven in Boekt genaamd ‘het boeketje’,

## Verenigingen in Boekt

### De Heilig Hartgilde
De H. Hartgilde werd gesticht in 1968 door enkele mensen van Boekt, met twee schutters-inwijkelingen van een andere gemeente die van boogschieten iets afwisten. Nu bestaan ze nog steeds als Schuttersgilde De Vrije Schutters H. Hart Zolder.

### Tennis club Boekt v.z.w.
In 1983 namen 4 inwoners van Boekt het initiatief op een tennisclub in Boekt op te starten. Officieel geopend op 8 april 1984 met in hun eerste zomer al 61 ingeschreven leden. Met de nieuwbouw voor het buurthuis kreeg ook tc Boekt een nieuwe plek enkele meters verder (Ubbelstraat). 

### K.A.V. Boekt
In 1935 werd er met 40 leden een K. A. V. (Kristelijke Arbeiders Vrouwenbeweging) gestart in Boekt. De werking van de K. A. V. is er op gebaseerd de vrouw, naast zoveel taken, een vorming te brengen op godsdienstig, sociaal en cultureel vlak.
in 1985 telde ze 350 leden en een bestuursgroep van 26 kernleden en 10 leden voor de J.K.A.V.

### Chiro Boekt
Vanaf de jaren 50 was er een kleine jongens en meisjeschiro in Boekt. De meisjes hadden een klein leidingslokaal in de lagere school waar ze bleven tot de bouw in 1992 op de huidige ubbelvelden. De jongenschiro heeft een dal gehad waar er geen leiding of leden meer waren. In 1981, met grote motivatie, probeerde Frans Vanhemel met Jos Tielens de jongenschiro terug een leven te geven, wat gelukt is.
In 1992 begon de bouw van de huidige jeugdlokalen waar nu zowel de jongens en meisjeschiro samen spelen elke zondag. In 2022 opende de nieuwbouw die 3 lokalen extra bieden voor de jeugdwerking.
Al sinds 1982 wordt door de Chiro maandelijks het papier opgehaald voor wat inkomsten met de papierslag, in 2023 nog steeds onder leiding van Frans. 

### Boekt Feest
Begonnen als de Boekter volksspelen in 1980. Het dorp werd opgedeeld in 4 wijken: oranje, blauw, geel en groen. De 4 wijken streden tegen elkaar in spelen zoals estafette, zakspringen, steltlopen.
Boekt Feest gaat nog steeds jaarlijks door tijdens het Pinksterweekend.

### Wieze Boys
Enkele lustige Wieze Palace die-hards kregen in 1970 het lumineuze idee om in Boekt een voetbalclub te starten: VK WIEZE BOYS. De café voetbalclub bestaat sinds 50 jaar en mag zich dus vanaf 2 december 2021 Koninklijke Maatschappij noemen.

## Bezienswaardigheden

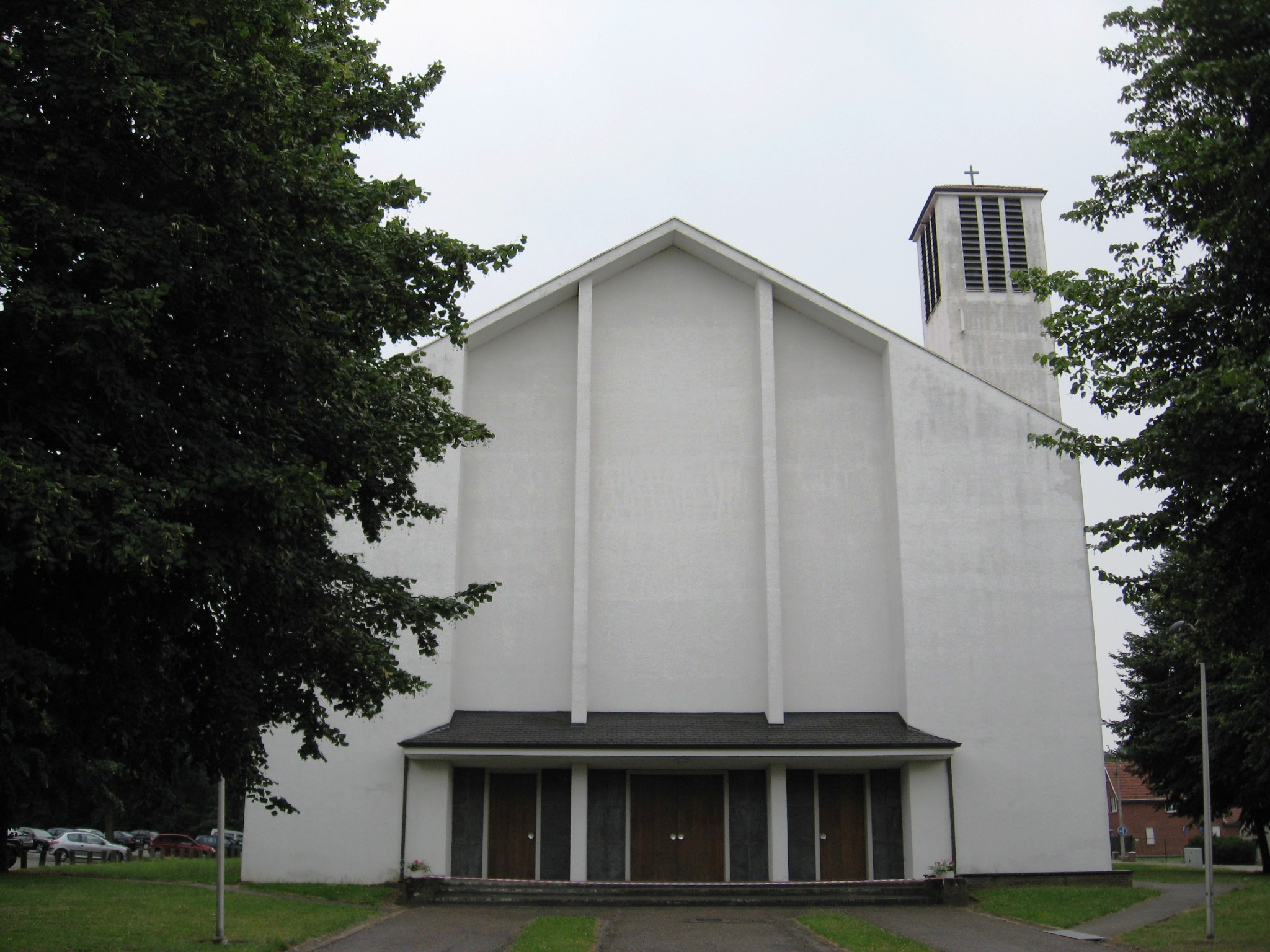
Heilig-Hartkerk

- De Heilig-Hartkerk werd gebouwd in 1958

Deelgemeenten: Heusden · Zolder

Overige kernen: Berkenbos · Boekt · Bolderberg · Eversel · Lindeman · Viversel · Voort

Belgische gemeenten · Arrondissement Hasselt · Limburg · Vlaanderen